# Gerlingen
Gerlingen település Németországban, azon belül Baden-Württembergben. Lakosainak száma 19 774 fő (2023. december 31.).

## Népesség
A település népessége az elmúlt években az alábbi módon változott:
| Lakosok száma | 14 344 | 17 006 | 18 012 | 18 265 | 17 914 | 18 060 | 18 457 | 18 873 | 19 068 | 19 774 |
|               | 1961   | 1967   | 1974   | 1980   | 1987   | 1993   | 2000   | 2006   | 2013   | 2023   |